# 마쓰다 EZ-60
마쓰다 EZ-60(영어: Mazda EZ-60)은 마쓰다와 합작법인 창안 마쓰다에서 2025년에 출시 예정인 중형 SUV이다.

## 개요
2024년 베이징 모터쇼에서 공개된 마쓰다 아라타 컨셉트를 미리 선보였다.

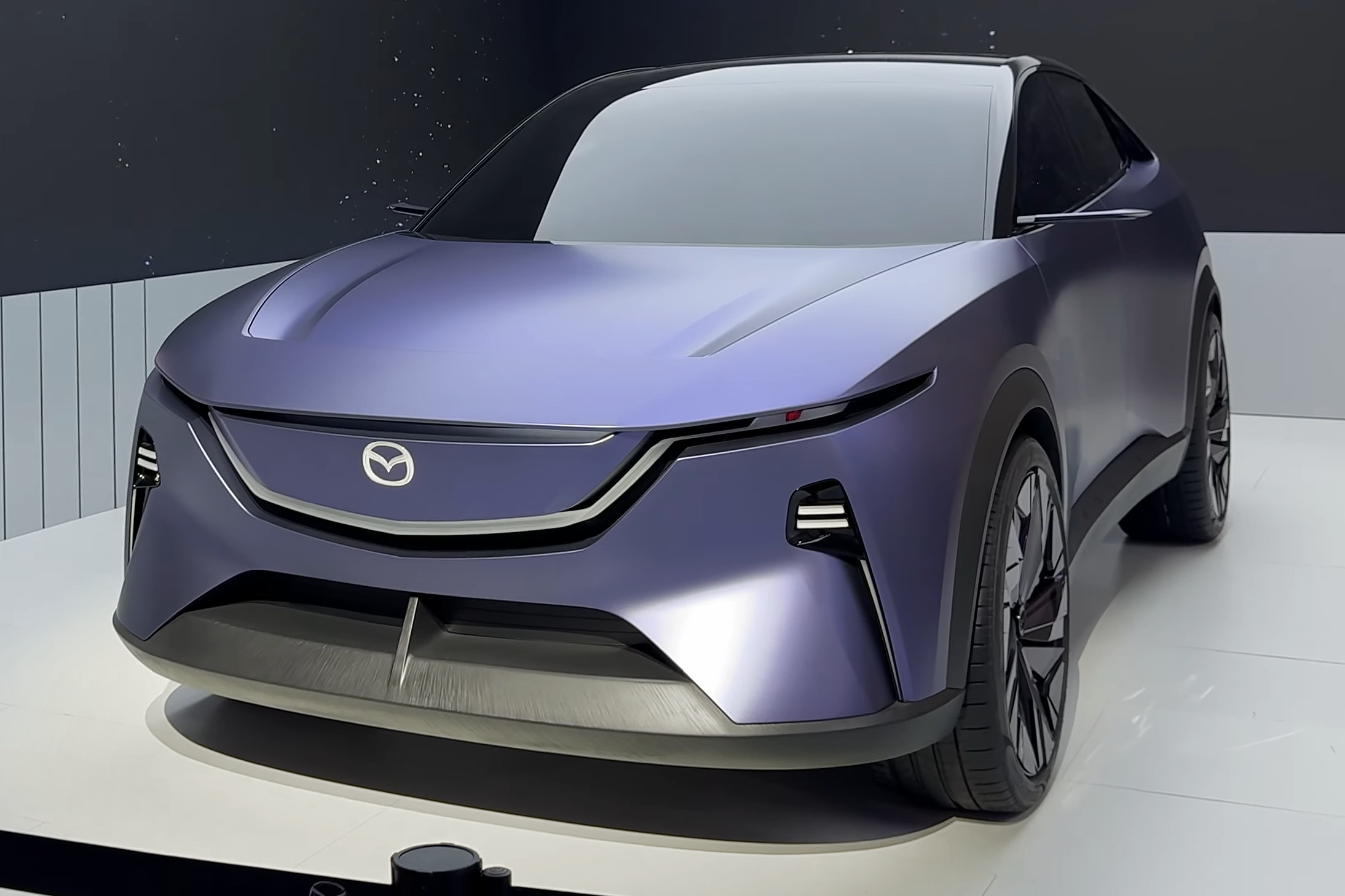
마쓰다 아라타 컨셉트

EZ-60이라는 이름은 2025년 3월 31일 마쓰다의 웨이보 계정에 게시된 티저를 통해 확정되었다.이 차량은 4월에 열린 2025년 상하이 오토쇼에서 공개되었으며, 2025년 8월 말에 출시될 예정이다.